# Hjulby
Hjulby är en tätort i Nyborgs kommun i Region Syddanmark i Danmark. Tätorten har 374 invånare (2024). Den ligger på Fyn, cirka 5 kilometer nordväst om Nyborg.